# Bibliothèque de Mount Pleasant

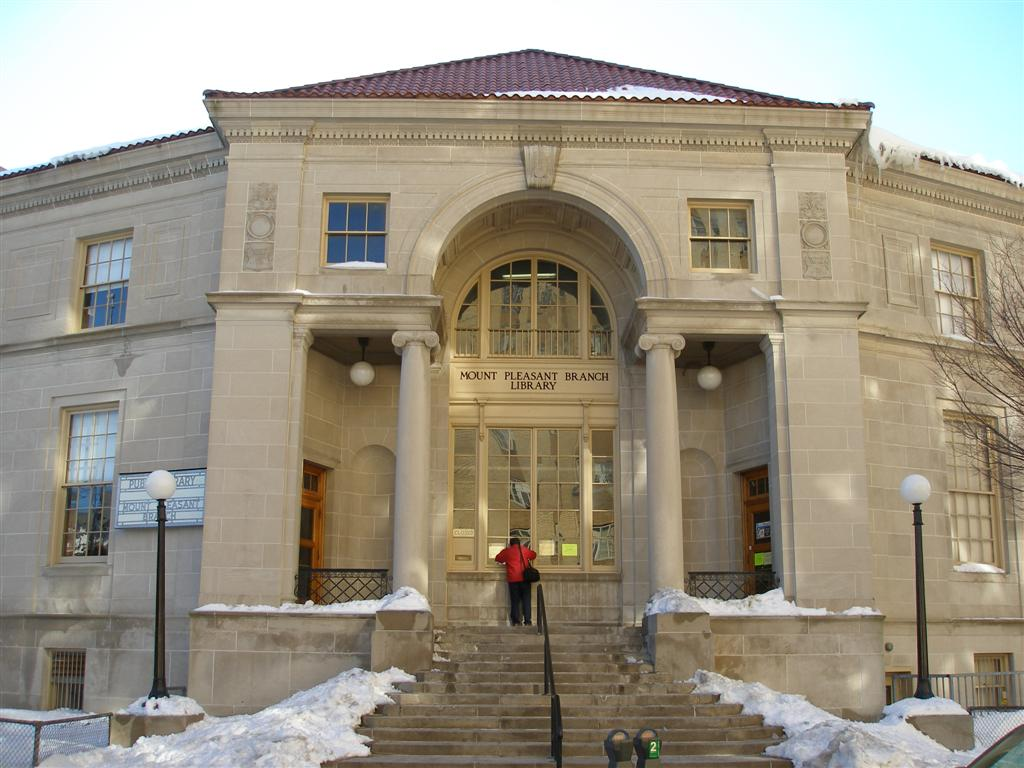
Entrée de la bibliothèque de Mount Pleasant, en 2010.

La Bibliothèque de Mount Pleasant située au 1600 Lamont Street, NW à Washington fait partie du réseau de bibliothèques publiques du District de Columbia. Elle a ouvert ses portes en mai 1925, et est le troisième plus ancien bâtiment de ce réseau public encore en usage à Washington. Sa construction a été financée principalement par la 
Société Carnegie (en) et fut construite pour servir les communautés en croissance rapide des quartiers de Mount Pleasant (en) et Columbia Heights (en). Edward Lippincott Tilton (en) fut l'architecte chargé de sa conception. Le bâtiment inspiré du style de la Renaissance italienne s'harmonise avec l'architecture monumentale des églises et des ambassades qui bordent 16th Street. La bibliothèque se trouve dans le quartier historique de Mount Pleasant qui figure au Registre national des lieux historiques depuis 1987. La Bibliothèque de Mount Pleasant était la troisième et dernière de ce quartier à être construite avec des fonds de la Société Carnegie. 
L'une des caractéristiques les plus distinctives du bâtiment aujourd'hui sont les peintures murales réalisées dans les années 1930 par Aurelius Battaglia (en) grâce au programme de l'agence Works Progress Administration. Ces peintures murales représentent un monde fantastique où les animaux prennent en charge le cirque.
En octobre 2012, le District de Columbia a terminé une rénovation de 11,5 millions $ et l'agrandissement du bâtiment historique. Le projet comprenait l'expansion dans un nouveau bâtiment à l'arrière de la propriété et un atrium en verre reliant deux espaces. Une salle de réunion de 100 personnes ainsi qu'un espace destiné aux adolescents s'y sont ajoutés. Le projet de rénovation visait à atteindre une certification LEED Argent pour son efficacité en matière énergétique et de durabilité.